# Hermann-Löns-Kaserne
Die Hermann-Löns-Kaserne in Bergisch Gladbach war eine Liegenschaft der Bundeswehr, die nach dem ersten „Heidedichter“ Hermann Löns benannt war. Hauptnutzer der Kaserne war lange Zeit das Wachbataillon beim Bundesministerium der Verteidigung. Nach der Schließung 1995 wurde das Kasernengelände in das Wohngebiet „Hermann-Löns-Viertel“ umgewandelt.

## Lage
Die Kaserne lag im Westen von Bergisch Gladbach im Stadtteil Hand.

## Dienststellen
Folgende Dienststellen waren unter anderem in der Hermann-Löns-Kaserne stationiert:
- Wachbataillon beim Bundesministerium der Verteidigung (WachBtl BMVg)
- Ausbildungskompanie 708 (Wachausbildungskompanie des WachBtl BMVg)
- Fernmeldeaufklärungsbataillon 225
- Fernmeldeausbildungskompanie 425
- Fernmeldebataillon 51
- Fernmeldelehrkompanie 412
- Fernmeldenahaufklärungsbataillon 220
- Fernmeldenahaufklärungskompanie 6
- Fernmeldestab 60
- Heimatschutzkompanie 3121 (Geräteeinheit)
- Heimatschutzkompanie 3122 (Geräteeinheit)
- Materialausstattung Sanitätsbereich 31/12
- Sicherungszug 7312 (Geräteeinheit)
- Standortfernmeldeanlage 322/123
- Wachausbildungskompanie 902 (zum 1. April 1994 als 7. Kompanie ins WachBtl BMVg eingegliedert)

## Geschichte
Die Hermann-Löns-Kaserne wurde bereits durch die Wehrmacht genutzt. Nach dem Zweiten Weltkrieg zogen die belgischen Streitkräfte in die Liegenschaft ein und nannten sie Walcheren-Kaserne. 1956 übernahm die Bundeswehr die Nutzung. Im Zusammenhang mit der Schließung der Kaserne 1995 wurde das Wachbataillon nach Siegburg in die Brückberg-Kaserne verlegt. Heute sind der Stab und alle Kompanien in der Julius-Leber-Kaserne in Berlin stationiert. 1996 begann der Abriss der Gebäude, um dem neuen Wohnviertel für 1200 Einwohner Platz zu machen.